# 于庆成美术馆
于庆成美术馆，位于中华人民共和国天津市蓟州区北环路北侧泰和庄园东侧。

## 历史
2017年落成，由天津大学建筑设计规划研究总院张华教授工作室设计。于庆成美术馆的建筑设计获得多项奖项，包括2018德意志联邦共和国国家设计奖银奖、2017德国标志设计奖优胜奖、2017全国优秀工程勘察设计行业奖一等奖、2017教育部优秀勘察设计评选一等奖、第九届中国威海国际建筑大奖赛铜奖、2017年香港建筑师学会两岸四地建筑设计大奖铜奖。

## 逸闻
于庆成美术馆的展览公园是2017年天津大学风景园林硕士入学考试题目的出处。